# Adela
Az Adela az Adél és Adelheid nevek angol formájából származó női név, jelentése: nemes.

## Rokon nevek
Adél, Adéla, Adélia, Adelin, Alina, Alinka, Adelheid

## Gyakorisága
Az újszülötteknek adott nevek körében az 1990-es években szórványosan fordult elő. A 2000-es és a 2010-es években sem szerepelt a 100 leggyakrabban adott női név között.
A teljes népességre vonatkozóan az Adela sem a 2000-es, sem a 2010-es években nem szerepelt a 100 leggyakrabban viselt női név között.

## Névnapok
január 29., december 24.

## Híres Adelák
- Adela, I. (Hódító) Vilmos angol király lánya (? – 1137), István blois-i gróf felesége.
- Adela Noriega, mexikói színésznő